# Shadowlife
Shadowlife è il sesto album in studio del gruppo musicale statunitense Dokken, pubblicato il 15 aprile 1997 dalla CMC International. 
Il disco presenta un cambio radicale nelle sonorità del gruppo, spostandosi verso uno stile tendente all'alternative rock. Diversi fan non accettarono questa svolta e decretarono l'insuccesso dell'album.
Durante le registrazioni emersero ulteriori problemi tra George Lynch e il resto del gruppo, terminati con l'allontanamento definitivo del chitarrista pochi mesi dopo.

## Tracce
Tutte le canzoni sono state composte da Don Dokken, Jeff Pilson, Mick Brown e George Lynch, eccetto I Don't Mind co-scritta con Kelly Gray.
1. Puppet on a String – 4:22
2. Cracks in the Ground – 5:01
3. Sky Beneath My Feet – 4:36
4. Until I Know – 2:18
5. Hello – 3:13
6. Convenience Store Messiah – 4:28
7. I Feel – 4:24
8. Here I Stand – 4:43
9. Hard to Believe – 4:29
10. Sweet Life – 4:23
11. Bitter Regret – 3:59
12. I Don't Mind – 3:18
13. Until I Know (Slight Return) – 2:41

Tracce bonus dell'edizione giapponese
1. How Many Lives – 4:48
2. Deep Waters – 6:06

## Formazione

### Gruppo
- Don Dokken – voce
- George Lynch – chitarre
- Jeff Pilson – basso, cori, voce in Here I Stand
- Mick Brown – batteria, cori

### Produzione
- Kelly Gray – produzione, ingegneria del suono, missaggio
- Aaron Carey – missaggio (assistente)
- Eddy Schreyer, Gene Grimaldi – mastering